# Penthe
Penthe (лат.) — небольшой род жуков-тетратомид, насчитывающий всего 11 видов. Усики в 1,8—2,6 раза короче тела; несколько члеников усика заходят под основание надкрылий. Последний членик светлее других — рыжий либо жёлтый. Переднеспинка существенно шире головы. Щиток хорошо развит; за исключением вида P. pimelia, у всех видов щиток покрыт светлыми рыжими или желтоватыми волосками. Надкрылья широкие с тёмной, чёрной или чёрно-бурой окраской, с 13—15 правильными точечными рядами. Эпиплевры выражены чётко. Ноги длинные и тонкие, голени имеют слабо различающиеся шпоры, на задних ногах шпоры в 4—5 раза короче первого членика; коготки простые. В развитии связан главным образом с древесными грибами.

## Виды
Род Penthe включает в себя 11 видов:
- Penthe almorensis Champion, 1917
- Penthe brevicollis Lacordaire, 1859
- Penthe japana Marseul, 1876
- Penthe javana Pic, 1912
- Penthe kochi Mařan, 1940
- Penthe obliquata Fabricius, 1798
- Penthe similis Nikitsky, sp. nov.
- Penthe pimelia Fabricius, 1787
- Penthe reitteri Nikitsky, 1998
- Penthe rufopubens Marseul, 1876
- Penthe sumatrensis Fairmaire, 1896